# Philippe Sandler
Philippe Sandler (Amsterdam, 10 febbraio 1997) è un calciatore olandese, difensore del N.E.C.

## Caratteristiche tecniche
Difensore centrale dotato di forte personalità e abile nel controllo palla, sa rendersi pericoloso con gli inserimenti offensivi. Per le sue caratteristiche è stato paragonato a David Luiz.

## Carriera

### Club
Cresciuto nelle giovanili del PEC Zwolle, ha esordito il 13 agosto 2016 in un match perso 3-0 contro lo Sparta Praga. Nel gennaio 2018 viene acquistato per circa 3 milioni dal Manchester City, dove però viene lasciato in prestito altri sei mesi alla società olandese.
Fatto ritorno al City, il 6 gennaio 2019, debutta con la maglia dei Citizens giocando da titolare, nella partita di FA Cup vinta in casa per 7-0 contro il Rotherham Utd. Il 17 luglio 2019 viene girato in prestito annuale all'Anderlecht.
A fine prestito fa ritorno al Manchester City. Dopo non avere giocato nessuna gara con il club nell'arco della stagione 2020-2021, il 31 agosto 2021 viene ceduto in prestito al Troyes.
Il 25 gennaio 2022 lui fa ritorno al City, che il 1º febbraio seguente lo cede a titolo definitivo al Feyenoord.

### Nazionale
Nel 2017 ha giocato 4 partite con la nazionale olandese Under-20.

## Statistiche

### Presenze e reti nei club
Statistiche aggiornate al 5 dicembre 2019.
| Stagione          | Squadra           | Campionato        | Campionato | Campionato | Coppe nazionali | Coppe nazionali | Coppe nazionali | Coppe continentali | Coppe continentali | Coppe continentali | Altre coppe | Altre coppe | Altre coppe | Totale | Totale | Totale |
| Stagione          | Squadra           | Comp              | Pres       | Reti       | Comp            | Pres            | Reti            | Comp               | Pres               | Reti               | Comp        | Pres        | Reti        | Pres   | Reti   |        |
| ----------------- | ----------------- | ----------------- | ---------- | ---------- | --------------- | --------------- | --------------- | ------------------ | ------------------ | ------------------ | ----------- | ----------- | ----------- | ------ | ------ | ------ |
| 2016-2017         | PEC Zwolle        | ED                | 7          | 0          | CO              | 0               | 0               | -                  | -                  | -                  | -           | -           | -           | 7      | 0      |        |
| 2017-2018         | PEC Zwolle        | ED                | 23         | 0          | CO              | 3               | 1               | -                  | -                  | -                  | -           | -           | -           | 26     | 1      |        |
| Totale PEC Zwolle | Totale PEC Zwolle | Totale PEC Zwolle | 30         | 0          |                 | 3               | 1               |                    | -                  | -                  |             | -           | -           | 33     | 1      |        |
| 2018-2019         | Manchester City   | PL                | 0          | 0          | FACup+CdL       | 1+1             | 0               | UCL                | 0                  | 0                  | CS          | 0           | 0           | 2      | 0      |        |
| 2019-2020         | Anderlecht        | D1                | 9          | 0          | CB              | 2               | 0               | -                  | -                  | -                  | -           | -           | -           | 11     | 0      |        |
| Totale Carriera   | Totale Carriera   | Totale Carriera   | 39         | 0          |                 | 7               | 1               |                    | 0                  | 0                  |             | 0           | 0           | 46     | 1      |        |

## Palmarès

### Competizioni nazionali
- Community Shield: 1

Manchester City: 2018
- Coppa di Lega inglese: 2

Manchester City: 2018-2019, 2020-2021
- Campionato inglese: 2

Manchester City: 2018-2019, 2020-2021
- Coppa d'Inghilterra: 1

Manchester City: 2018-2019